# Route 3B (Colombie-Britannique)
Pour les articles homonymes, voir Route 3B.
La Route 3B est une route alternative à la route 3 (Route Crowsnest) entre le Parc provincial Nancy Greene et une zone nommée Meadows à l'ouest d'Erie sur la route Crowsnest.

## Description du tracé
Le terminus ouest de la route 3B est à l'intersection avec la route 3 à l'ouest du Lac Nancy Greene. La route parcourt 45 km (28 mi) vers le sud-est jusqu'au village de Rossland, où la route 22 rejoint la rote 3B. Les deux routes partagent leur itinéraire pour les prochains 10 km (6 mi) vers l'est jusqu'à Trail, où c'est plutôt la route 22A qui rejoint la route 3B vers l'est sur 7 km (4 mi) jusqu'à l'ouest de Montrose. La route 3B se dirige alors vers le nord-est sur 23 km (14 mi) en passant par Montrose et Fruitvale pour atteindre finalement Meadows, où elle rejoint la route 3.

## Intersections majeures
| District régional                               | Ville                        | km    | Destinations                                            | Notes                                                |
| ----------------------------------------------- | ---------------------------- | ----- | ------------------------------------------------------- | ---------------------------------------------------- |
| Kootenay Boundary                               | Parc provincial Nancy Greene | 0,00  | BC-3 – (Route Crowsnest) Grand Forks, Castlegar, Nelson |                                                      |
| Kootenay Boundary                               | Rossland                     | 28,03 | BC-22 sud – Frontière, Spokane                          | Terminus ouest du multiplex avec la BC-22            |
| Kootenay Boundary                               | Trail                        | 37,80 | BC-22 nord – Castlegar                                  | Terminus est du multiplex avec la BC-22              |
| Kootenay Boundary                               | Trail                        | 38,57 | Pont de Victoria Street au-dessus du Fleuve Columbia    | Pont de Victoria Street au-dessus du Fleuve Columbia |
| Kootenay Boundary                               | Trail                        | 45,11 | BC-22A sud – Aéroport, Frontière                        | Terminus nord de la BC-22A                           |
| Central Kootenay                                |                              | 68,34 | BC-3 – (Route Crowsnest) Castlegar, Salmo, Cranbrook    | La BC-3B est devient la BC-3 est                     |
| - Transition de multiplex - Transition de route |                              |       |                                                         |                                                      |